# Christian Hochstätter
Christian Hochstätter (Augusta, 19 ottobre 1963) è un ex calciatore tedesco, di ruolo centrocampista.
Ha trascorso la sua intera carriera da calciatore con la maglia del Borussia Mönchengladbach.

## Carriera
Nipote di Helmut Haller, dopo aver giocato nelle giovanili del FC Augusta Hochstätter fu notato dagli osservatori del Borussia Mönchengladbach che gli offrirono il suo primo contratto da professionista nel 1982. Rimase con la maglia bianconera per sedici anni, ottenendo due convocazioni con la maglia della Nazionale maggiore nel 1987 e una Coppa di Germania nel 1995.
Dopo il suo ritiro dal calcio giocato ha continuato a rimanere nello staff societario del Borussia come manager sino ad aprile 2005. Dal 2007 è direttore sportivo dell'Hannover 96, dove ha preso il posto di Ilja Kaenzig.

## Palmarès
- Coppa di Germania: 1

1995